# Прапор Коста-Рики
Прапор Коста-Рики — один з офіційних символів Коста-Рики. Офіційно затверджений 27 листопада 1906 року, проте прапор з червоними, синіми і білими горизонтальними стрічками був створений і використовувався ще з 1848, коли Коста-Рика входила до складу Сполучених Провінцій Центральної Америки. Співвідношення сторін прапора 3:5.
Синій колір символізує небо, можливості та ідеалізм, білий — мир, мудрість та щастя. Червоний колір означає кров пролиту за країну. Співвідношення стрічок таке: 1:1:2:1:1.

## Історичні прапори

1821 — 1823
1823 — 1824
1824 — 2 листопада 1824
2 листопада 1824 — 22 листопада 1824
22 листопада 1824 — 21 квітня 1840
21 квітня 1840 — вересень 1842
вересень 1842 — 29 вересня 1848
29 вересня 1848 — 27 листопада 1906